# Lučice (Czechy)
Lučice – miejscowość i gmina (obec) w Czechach, w kraju Wysoczyna, w powiecie Havlíčkův Brod. W 2022 roku liczyła 642 mieszkańców.